# Lancia Flavia
Lancia Flavia je automobil střední třídy vyráběný v letech 1961 až 1975 italskou automobilkou Lancia. Byla nahrazena modelem 2000.